# What's on Your Mind (Pure Energy)
What's on Your Mind (Pure Energy) (noto come What's on Your Mind) è un singolo del gruppo musicale statunitense Information Society, pubblicato il 26 aprile 1988 come secondo estratto dal primo album in studio Information Society.
Inizialmente pubblicato negli Stati Uniti, dal 21 giugno successivo è stato pubblicato anche nel Regno Unito.
Nel 1998, 1999, 2001 e 2002 ci furono le seguenti riedizioni del singolo: la prima e la terza per il solo mercato statunitense, la seconda per quello brasiliano e la quarta per quello spagnolo. Questo è stato uno dei singoli di maggior successo della band.

## Successo commerciale
Il singolo ottenne successo a livello mondiale.